# Ебль (герцог Аквітанії)
Ебль I (*Ebles I бл. 870 — 935) — герцог Аквітанський у 890—892 та 927-935 роках, граф Пуатевінський з 902 року. Мав прізвисько «Манцер», що з ідишу перекладається як «Бастард» (ублюдок).

## Життєпис
Походив з роду Рамнульфідів. Позашлюбний син Рамнульфа II, графа Пуатевінського і герцога Аквітанського. Народився близько 870 року. Замолоду брав участь у походах батька нарівні з законним братом Рамнульфом. У 890 році Рамнульф II помер. Після цього Ебль оголосив себе герцогом Аквітанії.
У 892 році проти Ебля та його брата Рамнульфа III, графа Пуатьє, виступив Одо I, король Західного Франкського королівства. Війська братів зазнали поразки й вимушені були тікати зі своїх володінь. Ебль втік до Жерарда, графа Аврілака та Вільгельма, графа Оверні.
У 902 році за підтримки Вільгельма Овернського зумів захопити Пуатьє за відсутності нового графа Аймара. На цій посаді його затвердив товариш дитинства Карл III Простакуватий. У 904 році захопив віконтство Лімузен.
911 року рушив на допомогу королівським військам, проте не брав участь у битві при Шартрі, де нормани на чолі із Ролло зазнали важкої поразки. Задля відновлення своєї честі вирішив знищити норманський табір на березі моря, але у битві при Мон-Левіс зазнав важкої поразки.
У 925 році ліквідував посаду віконта Пуатьє, замість цього заснував віконтства Авлнай і Мелле. 927 року після смерті герцога Акфреда оголосив себе герцогом Аквітанії вдруге. 928 році стає графом Беррі, графом Оверні, графом Велей.
922 році з початок протистояння Карла III Простакуватого і Рауля I герцог Аквітанії підтримав першого. У 929 році проти Ебля виступив король Рауль I, який відняв титул графа Беррі. Ебль продовжив боротьбу, проте невдало. 932 року Рауль I передав Аквітанське герцогство Раймунду III Понсу, графу Тулузькому. З цього моменту починаються війни між Рамнульфідами та Раймундідами.
Водночас низка володінь у Ла-Марському графстві стали самостійними від Ебля. Під час боротьби з Раймундідами у 935 (за деякими відомостями, 934 року).

## Родина
1. Дружина — Еміленна.
Діти:
- Вільгельм (900—963), герцог Аквітанії у 962—963 роках

2. Дружина — Адель (Аліана).
Діти:
- Ебаль (920—977), жпископ Ліможу